# Szentjóbi Szabó László
Szentjóbi Szabó László (Ottomány, Bihar megye, 1767. június 22. – Kufstein, 1795. október 10.) magyar költő.

## Élete
A református kisnemesi Szentjóbi Szabó családba született. A jó tanuló, értelmes fiút szülei papnak szánták, azonban neki e pályához nem nagy kedve volt. A debreceni református kollégiumba ment tanulni, ahol 1783. május 2-án lépett a felső osztályba, tanárnak készült. A fiatal fiút korán megérintette a felvilágosodás szelleme. Tanárai között volt Budai Ézsaiás is, aki a hazai és világtörténelmet tanította, aki által megismerkedett Gibbon műveivel is. Már a kollégiumi évei alatt is foglalkozott költészettel. E korai időszakából maradt fenn egy Horatius fordítás és egy vidám hangulatú vers is.
A debreceni kollégium után 1786-ban II. József a nagyváradi nemzeti iskolához nevezte ki tanítónak, itt készült fel tanári vizsgája letételére is. Itt Nagyváradon kerültek kezébe Kazinczy művei is - köztük a Gessner műveiből készült fordítások, melyek nyomán érdeklődéssel fordult a korabeli érzelmes költészet felé. Mivel latinul, németül és franciául is jól tudott, a művek olvasása nem jelentett nehézséget. Levélen keresztül megismerkedett Baróti Szabó Dáviddal, elküldve néhány költeményét is. Baróti válaszában a deákos forma használatára buzdította, a buzdításnak azonban nem volt foganatja.
1789-ben letette a tanári vizsgát és a nagybányai gimnáziumba került. Innen Pestre ment jogot tanulni. Hogy megélhetését biztosítsa, tisztviselői munkát vállalt a Helytartótanácsnál.
Közben megismerkedett Batsányival és Ráday Gedeonnal, és Batsányi révén összebarátkozott Szentmarjay Ferenccel is. Ebben az időben a folyóiratokban is egymás után jelentek meg Rousseau és a felvilágosodást hirdető versei és prózái.
1790-ben Kármán József mellett dolgozott stilisztaként. 1791-ben Ráday támogatásával megjelent verseskönyve, majd Mátyás király című szentimentális drámája is.
1794. június 5-én Bihar vármegye aljegyzői választásán megbukott és ekkor gróf Teleki Sámuel főispán titoknoka lett. Részt vett a magyar jakobinus mozgalomban, amiért 1794. április 27-én halálra ítélték, de ezt később kufsteini várfogságra változtatták. A gárdista házból, ahová 1795. június 11-én szállították, augusztus 7-én Lienz felé indult és szeptember 3-án jutott Kufstein várába, ahol Kazinczyval együtt raboskodott. A börtönben megbetegedett, és 1795. október 6-án (más források szerint 1795. október 10-én) meghalt. Kufsteinben temették el.
Költészetében, prózai műveiben a polgári haladás eszméit hirdette.
Költeményeit Toldy Ferenc irodalomtörténész adta ki 1865-ben, majd Gálos Rezső 1911-ben.

## Művei
- Szent-Jóbi Szabó László költeményes munkái. Pest, 1791. (2. kiadás. Debreczen, 1820., 3. k. Pest, 1839. és Toldy Ferenc által kiadva: Szentjóbi Szabó László költői munkái, Pest, 1865.).
- Szentjóbi Szabó László Költeményei. Régi magyar könyvtár (26). Magyar Tudományos Akadémia, Budapest. 1911.
- Mátyás király, vagy a nép szeretete jámbor fejedelmek jutalma. Nemzeti érzékeny játék három felvonásban. Azon alkalmatosságra, midőn Ferentz Budavárában jún. 6. 1792. magyar királylyá koronáztatott. Szerzette a historia szerént. Buda, 1792.[4]